# Bruno Sanfilippo
Bruno Sanfilippo es un pianista, músico y compositor argentino de música contemporánea, actualmente radicado en la ciudad de Barcelona, España.

## Discografía
| Título                      | Detalles del álbum                                    |
| --------------------------- | ----------------------------------------------------- |
| Suite Patagonia             | - Publicación: 2000 - Discográfica: ad21              |
| Visualia                    | - Publicación: 2003 - Discográfica: Neuronium Records |
| Indalo                      | - Publicación: 2004 - Discográfica: ad21              |
| Ad Libitum                  | - Publicación: 2004 - Discográfica: ad21              |
| Anthology 91-04             | - Publicación: 2005 - Discográfica: Neuronium Records |
| InTRO                       | - Publicación: 2006 - Discográfica: ad21              |
| Piano Textures              | - Publicación: 2007 - Discográfica: ad21              |
| Ambessence Piano & Drones   | - Publicación: 2008 - Discográfica: ad21              |
| Auralspace                  | - Publicación: 2009 - Discográfica: ad21              |
| Piano Textures 2            | - Publicación: 2009 - Discográfica: ad21              |
| Cromo piano & drones        | - Publicación: 2010 - Discográfica: ad21              |
| Subliminal Pulse            | - Publicación: 2011 - Discográfica: Spotted Peccary   |
| Bioma                       | - Publicación: 2011 - Discográfica: ad21              |
| Urbs                        | - Publicación: 2012 - Discográfica: Hypnos Recordings |
| Impromptu EP                | - Publicación: 2012 - Discográfica: ad21              |
| Piano Texture Found EP      | - Publicación: 2012 - Discográfica: Laverna           |
| Piano Textures 3            | - Publicación: 2012 - Discográfica: ad21              |
| ClarOscuro                  | - Publicación: 2014 - Discográfica: ad21              |
| Inside Life                 | - Publicación: 2015 - Discográfica: ad21              |
| Upon Contact Reworked       | - Publicación: 2015 - Discográfica: ad21              |
| The Poet                    | - Publicación: 2016 - Discográfica: 1631Recordings    |
| Piano Textures 4            | - Publicación: 2016 - Discográfica: ad21              |
| Lost & Found                | - Publicación: 2017 - Discográfica: ad21              |
| Unity                       | - Publicación: 2018 - Discográfica: Dronarivm         |
| InTRO remastered & expanded | - Publicación: 2018 - Discográfica: ad21              |
| Pianette                    | - Publicación: 2019 - Discográfica: ad21              |

## Curiosidades

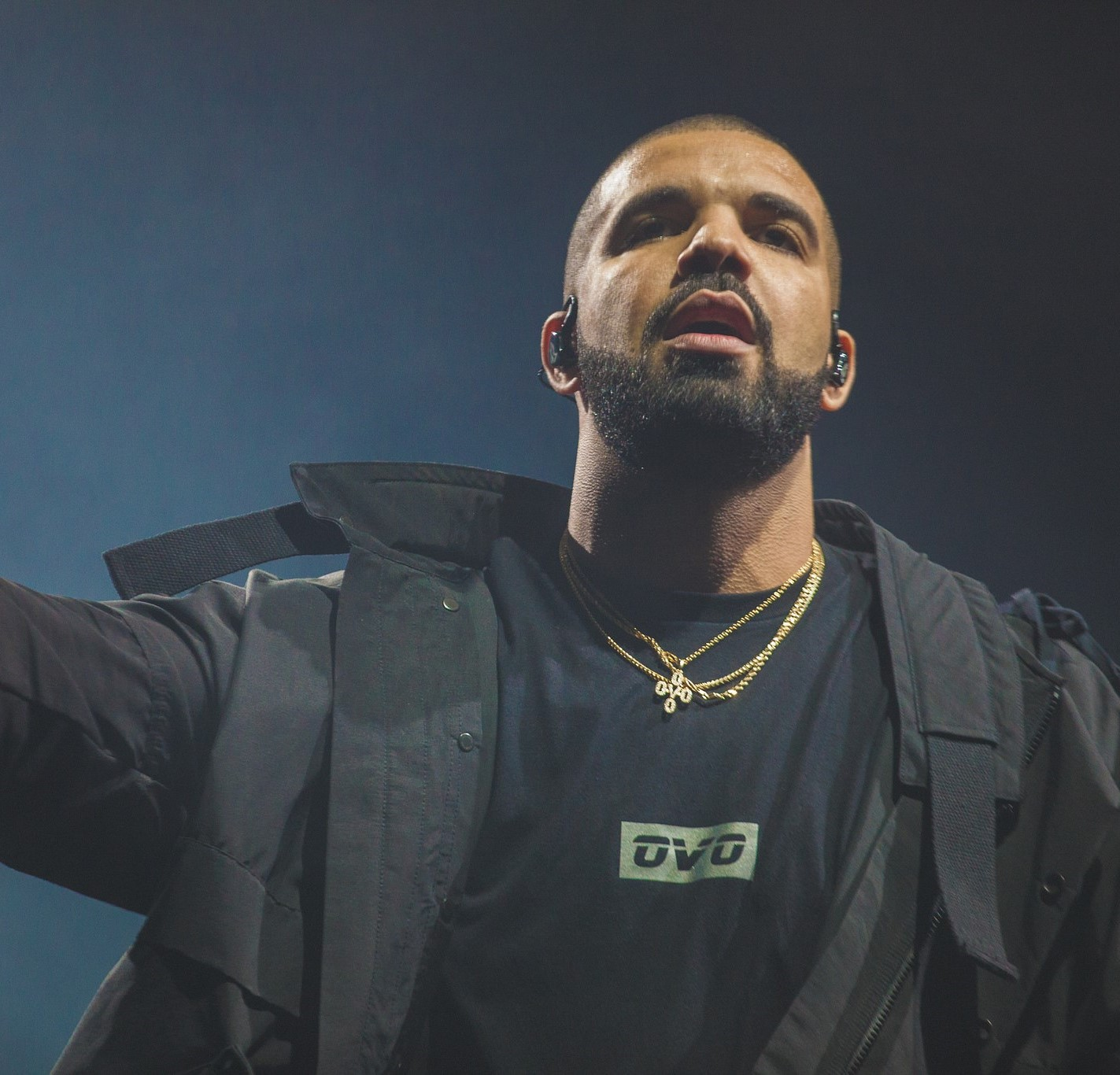
Drake, artista canadiense, rapero, compositor y actor.

- Una de las composiciones de Bruno Sanfilippo titulada "Ambessence Piano & Drones", fue usada por el artista canadiense de hip-hop Drake como base para su canción "Started from the Bottom" del año 2013.
- Recientemente Bruno Sanfilippo a colaborado en el Proyecto “The Outlaw Ocean Music Project” del periodista ganador de un Premio Putlizer, Ian Urbina, junto a 480 músicos de todo el mundo.